# Episodi di American Odyssey
La prima e unica stagione della serie televisiva American Odyssey, composta da 13 episodi, viene trasmessa in prima visione assoluta sul canale statunitense NBC  dal 5 aprile al 28 giugno 2015. Invece in Italia viene trasmessa sul canale pay tv Premium Action dall'11 dicembre 2015 al 22 gennaio 2016, per due episodi a settimana.
| n° | Titolo originale | Titolo italiano        | Prima TV USA   | Prima TV Italia  |
| -- | ---------------- | ---------------------- | -------------- | ---------------- |
| 1  | Gone Elvis       | Elvis é morto          | 5 aprile 2015  | 11 dicembre 2015 |
| 2  | Oscar Mike       | Ipotesi di complotto   | 12 aprile 2015 | 11 dicembre 2015 |
| 3  | Drop King        | In ostaggio            | 19 aprile 2015 | 18 dicembre 2015 |
| 4  | Tango Uniform    | In nome del profitto   | 26 aprile 2015 | 18 dicembre 2015 |
| 5  | Beat Feet        | Nessuno é al sicuro    | 3 maggio 2015  | 25 dicembre 2015 |
| 6  | Wingman          | A caccia della verità  | 10 maggio 2015 | 25 dicembre 2015 |
| 7  | Suop Sandwich    | In fuga                | 17 maggio 2015 | 1º gennaio 2016  |
| 8  | Kmag Yoyo        | Soluzioni disperate    | 24 maggio 2015 | 1º gennaio 2016  |
| 9  | Figmo            | Figmo                  | 31 maggio 2015 | 8 gennaio 2016   |
| 10 | Fubar Bundy      | L'agonia               | 7 giugno 2015  | 8 gennaio 2016   |
| 11 | Gingerbread      | Una via di fuga        | 14 giugno 2015 | 15 gennaio 2016  |
| 12 | Bug Out          | In un'altra vita       | 21 giugno 2015 | 15 gennaio 2016  |
| 13 | Real World       | Ritorno al mondo reale | 28 giugno 2016 | 22 gennaio 2016  |